# Regadas

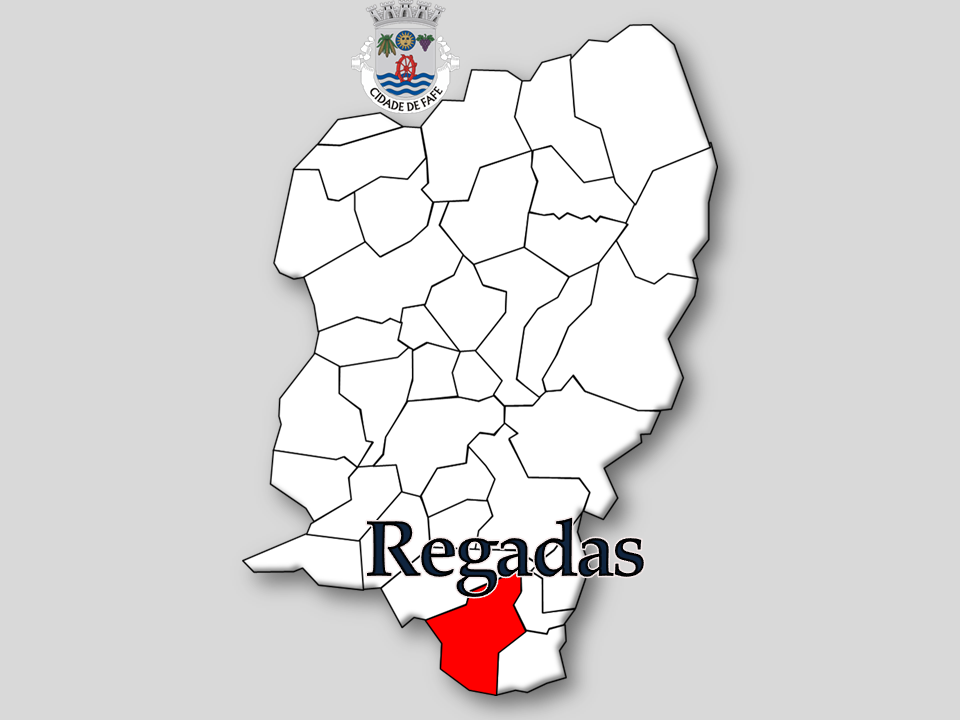
Localização da Freguesia de Regadas no Município de Fafe

Regadas é uma povoação portuguesa sede da Freguesia de Regadas do Município de Fafe, freguesia com 5,9 km² de área e 1537 habitantes (censo de 2021), tendo, por isso, uma densidade populacional de 260,5 hab./km².

## Demografia
A população registada nos censos foi:
| Distribuição da População por Grupos Etários | Distribuição da População por Grupos Etários | Distribuição da População por Grupos Etários | Distribuição da População por Grupos Etários | Distribuição da População por Grupos Etários |
| -------------------------------------------- | -------------------------------------------- | -------------------------------------------- | -------------------------------------------- | -------------------------------------------- |
| Ano                                          | 0-14 Anos                                    | 15-24 Anos                                   | 25-64 Anos                                   | > 65 Anos                                    |
| 2001                                         | 339                                          | 308                                          | 919                                          | 228                                          |
| 2011                                         | 281                                          | 185                                          | 943                                          | 257                                          |
| 2021                                         | 148                                          | 198                                          | 792                                          | 399                                          |